# Morkoka
Die Morkoka (russisch Моркока; jakutisch Моркуока, Morkuoka) ist ein 841 km langer rechter Nebenfluss der Marcha in Sibirien (Russland, Asien).

## Verlauf
Die Morkoka entströmt in 627 m Höhe dem See Bajyttach (auch Byjyttach), der wenig nördlich des Polarkreises auf dem zum Mittelsibirischen Bergland gehörenden Wiljuiplateau liegt. Sie durchfließt dieses Hochland in südöstlichen, später östlichen Richtungen in einem tief in das Plateau eingeschnittenen Tal, ab dem Mittellauf in weiten Bögen mäandrierend, immer auf dem Territorium der autonomen Republik Sacha (Jakutien). Der Fluss wendet sich im Unterlauf nach Nordosten und mündet schließlich in 148 m Höhe in die dort etwa gleich breite Marcha, einen Nebenfluss des Wiljui. Die Morkoka ist in Mündungsnähe etwa 200 Meter breit, aber nur etwa einen Meter tief, und die Fließgeschwindigkeit beträgt 0,7 m/s.
Die bedeutendsten Zuflüsse sind von links Tangchan (Länge 131 km) und Morkoka-Marcharata (179 km).

## Hydrographie
Das Einzugsgebiet der Morkoka umfasst 32.400 km². Die Morkoka gefriert zwischen der ersten Oktober- und der zweiten Maihälfte.

## Infrastruktur und Wirtschaft
Die Morkoka ist nicht schiffbar.
Das von ihr durchflossene Bergland ist weitgehend unbesiedelt; dementsprechend fehlt jegliche Infrastruktur fast völlig. Im Mittellauf wird der Fluss über die einzige Brücke von der Straße überquert, die Lensk an der Lena über Mirny und Tschernyschewski am Damm des Wiljui-Stausees mit den nördlich gelegenen Zentren des Diamantenbergbaus Aichal und Udatschny verbindet. Der Wiljui-Staudamm liegt 190 Kilometer südlich, Aichal 180 Kilometer nördlich der Morkokaquerung, wo sich auch die einzige kleine Siedlung am Fluss befindet.